# Morte na psicologia
Os povos de todas as raças e civilizações colocaram sempre algumas questões fundamentais para compreender o significado da vida e do seu sentido.  Uma das principais questões que atravessa a curiosidade de todas as gerações é o tema da morte. A humanidade sempre se questionou e continuará se questionar sobre o problema da morte, sobre este fenómeno natural tão antigo e tão actual que atinge profundamente as estruturas ontológicas de cada homem e mulher.
A morte representa a fase da cessação do ciclo da vida, tanto do homem quanto das plantas e animais; e nos homens, a fase terminal, a agonia e o sentimento de morte geram determinados comportamentos que a psicologia do desenvolvimento, enquanto parte da psicologia geral, que busca compreender os processos mentais que marcam o comportamento humano nas diferentes fases do seu desenvolvimento, não deve deixar de se questionar sobre os processos mentais no estágio da morte, para poder explicar a psicologia humana em todas as suas fases e contribuir para a teorização de uma educação que leva o homem ao conhecimento mais profundo de si mesmo. 
O medo da eminência da morte experimentado pelos militares em fases de guerra, a experiência pós morte passados por pacientes em fases terminais, a morte de um ente querido, entre outros, são casos que permitem explicar o comportamento do homem neste estágio tão breve e tão crucial da vida humana. 
Em geral o tema da morte é abordado de forma multidimensional, pois, ele abarca as dimensões da física, da biologia, da religião e da psicologia. Este artigo limita-se a falar da morte na perspectiva psicológica e, por causa da sua relação com a religião busca fazer uma aculação à sua visão espiritual.

## A morte na história do pensamento psicológico
A psicologia enquanto ciência experimental e observável do comportamento humano é um trabalho recente que coube aos psicólogos modernos como “Ernst Heinrich Weber (1795-1888), Gustav Fechner (1801-1877), Hermann von Helmholtz (1821-1894) e Wilhelm Wundt (1832-1920)” , mas, na história do pensamento ocidental, os primeiros acenos racionais sobre a morte na perspectiva psicológica ou espiritual remonta já ao século 5 antes de Cristo sobretudo com o pensamento de Sócrates, Platão e Aristóteles. Na era helenística aponta-se a figura de Epicuro. Na idade média, Santo Agostinho e Tomás de Aquino. Na modernidade e contemporaneidade veremos também a visão de alguns pensadores. 

## A morte em Sócrates
Para compreender a ideia que este filósofo tem sobre a morte humana é de extrema importância conhecer antes sua concepção de homem. Portanto, Sócrates distingue a alma do corpo; para ele o homem não é o seu corpo; “o homem é o sujeito que usa o próprio corpo como instrumento”; Sócrates identifica o homem unicamente com a alma. O verdadeiro homem  é “aquilo que se serve do corpo”, portanto o homem é essencialmente a psychè . E a concepção socrática sobre a morte encontram-se descritos na obra de Platão “Apologia de Sócrates”. 
Na fase final da sua vida, Sócrates foi acusado de transmitir à juventude uma mensagem subversiva; por isso foi julgado e condenado ao suicídio. Entretanto, foi precisamente no julgamento e nos instantes próximos da sua morte que Sócrates manifestou as suas ideias sobre a morte; e resumindo tais acepções, Giovanni Reale et al, diz-nos que do ponto de vista racional pode-se dizer que para Sócrates, “a morte poderia ser uma desta duas coisas: ou uma espécie de noite eterna ou seja, como um andar no nada absoluto, ou então, passagem para outra vida, um ir para outro lugar, onde existem juízes verdadeiros e onde se encontram todos os outros homens que morreram, tornados imortais, e onde se vive uma vida feliz”. Neste último caso, Sócrates é influenciado pela religião grega. 
Contudo, à luz do pensamento socrático, pode-se inferir que, do ponto de vista psicológico, a morte é o cessar das faculdades espirituais da psique no corpo. Com a morte o homem cessa de produzir comportamentos; porque não tem mais relações com o corpo, que é o seu instrumento, não pode mais ter sensação alguma. A morte humana é o fim da psicologia do desenvolvimento, e o nascimento é princípio. Neste sentido, a educação socrática é uma pedagogia que guia o aluno, não só ao conhecimento da vida, mas também da morte, que leva ao conhecimento de si mesmo em todo seu desenvolvimento. O fim último da educação é levar o homem ao domínio de si mesmo. Do ponto de vista religioso, a morte é uma transição, como o próprio Sócrates diz, “a morte é precisamente uma mudança de existência e, para a alma, uma migração deste lugar para um outro”; é uma passagem para outra vida, um ir para outro lugar, onde se encontram todos os outros homens que morreram, tornados imortais, e onde se vive uma vida feliz. Em Sócrates, além da razão, a fé religiosa teve um fator decisivo na orientação do seu comportamento. A actitude, pacífica, de Sócrates diante da morte resulta precisamente da concepção psicológica e religiosa que ele tem da morte. A religião tem um papel determinante na estrutura comportamental do homem, e, portanto, contribui para uma orientação educativa da criança. 

## A morte segundo Platão
Sendo Platão discípulo de Sócrates, suas ideias sobre o homem e sobre a morte não estão distantes da do seu mestre. Platão procurou dar seguimento e completude na ideia antropológica socrática. Ele também concebe o homem de forma dualista, distingue o corpo da alma mas considera-os opostos. Para Platão  “a alma é o verdadeiro homem”,  e o corpo não deve ser entendido “como instrumento a serviço da alma, segundo o modo de entender de sócrates”, mas como o túmulo da alma. Na morte do homem [a alma] migra de um corpo ao outro. Tem uma vida ultraterrena. [E] escolhe seu destino conforme a verdade que possui.  O corpo deve ser entendido como o lugar de expiação da alma. “Nosso morrer (com o corpo) é viver, porque, morrendo o corpo, a alma se liberta do cárcere”. Platão sofreu influência da psicologia da religião grega. Suas ideias sobre a morte são um espelho sistematizado da concepção órfica. 
Portanto, do ponto de vista psicológico, Platão entende a morte como a libertação da alma no corpo, o fim da sujeição da alma ao corpo. Com a morte o homem livra-se das necessidade físicas e biológicas e se torna apenas sua vontade. A psicologia platónica é conciliável com a teria educativa que vê a pedagogia como um meio ao serviço da libertação da alma humana. A educação atinge o seu fim quando leva o homem a se libertar das paixões. Do ponto de vista da religião a psique é imortal, mas no corpo ela é submetida a um conjunto de leis físico-biológicas que levam o homem à um exercício permanente e em diracção à libertação. Neste sentido a psicologia da religião e do desenvolvimento se configuram no estudo do comportamento humano nos estágios da sua evolução e libertação.   

## A morte segundo Aristóteles
Aristóteles foi discípulo de Platão e “considerado o fundador da psicologia”. Nele “a psicologia (…) estuda os seres físicos enquanto animados”; e os seres animados o são por causa da alma que têm. Nas plantas a alma desempenha apenas a função vegetativa (vital); nos animais, a função vegetativa e sensitiva (vital e sensorial); no homem, a função vegetativa, sensitiva e racional (vital, sensorial e racional). Aristóteles distingue o corpo da alma mas não como fez Sócrates, nem como fez Platão. Para ele o homem “é constituído de matéria e forma”, ou seja, corpo e alma. A união da alma com o corpo é que constitui o ser humano. E a diferença do homem com os animais consiste apenas na racionalidade. É justamente a partir deste elemento que Aristóteles explica a imortalidade humana. 
Do ponto de vista psicológico “a alma é imortal” não enquanto exerce as funções vegetativas e sensitivas mas enquanto “espírito agente”. Morrer é perder as capacidades vitais e sensoriais mas não a si mesmo enquanto espírito. O corpo dá à alma a capacidade de existir, e a alma dá ao corpo a capacidade de actuar. Desta feita, pode-se compreender que o corpo humano é um espaço de manifestação espiritual, e a psicologia enquanto ciência do comportamento nada pode dizer diante de um corpo desprovido de actividades espirituais. Com Aristóteles o corpo humano ganha significado positivo no capítulo do estudo do comportamento humano, e a psicologia deve partir do sensível para compreender o inteligível; deve partir do que é manifestado pelo corpo para compreender e explicar as actividades da alma.  Pois, diz o ditado: é pelo fruto que se conhece a árvore; é pelos efeitos que se conhece as causas. 

## A morte segundo Epicuro
Epicuro concebe o homem como um composto de alma e corpo, e a morte como a dissolução deste dois elementos. Do ponto de vista psicológico a morte não tem nenhum efeito porque “quando nós estamos, a morte não está; quando a morte está, nós não estamos”. 
A morte, portanto, não é pavorosa em si mesma, porque, com sua vinda, não sentimos mais nada;  nem pelo seu "depois", exatamente porque  não resta nada de nós, dissolvendo-se totalmente nossa alma, assim como nosso corpo, nem, em fim, a morte tolhe nada da vida que tenhamos vivido, porque a eternidade não é necessária para a absoluta perfeição do prazer.
O medo da morte resulta das falsas opiniões que se tem dela. Nesta perspectiva, a psicologia deve contribuir para uma educação consciêncializadora e libertadora. A mente humana é capaz de produzir pensamentos geradores de sentimentos ou crenças que impedem o desenvolvimento psico-cognitvo. Portanto, a psicologia deve auxiliar a pedagogia no processo de consciencialização das mentes para evitar que os homens caiam nas armadilhas das suas próprias mentes. Marco Aurélio considerava-a como repouso ou cessação das preocupações da vida: conceito que ocorre frequentemente nas considerações da sabedoria popular em torno da morte Marco Aurélio dizia na morte está o repouso dos contragolpes dos sentidos, dos movimentos impulsivos que nos arrastam para cá e para lá como marionetas, das divagações de nossos raciocínios, dos cuidados que devemos ter para como corpo. 

## A morte na óptica de Agostinho e Tomás de Aquino
É de lembrar que Agostinho é de tradição filosófica platónica e também Padre católico. Suas ideias sobre o homem e sobre a morte tem como pano de fundo as acepções platónico-bíblicas. 
Agostinho se serve da fórmula socrática para definir o homem – alma que se serve de um corpo – o homem é o interior, é a “pessoa”; é o indivíduo irrepetível. O homem foi criado como animal racional e “para além da razão tem uma faculdade diferente que é a vontade”  (a liberdade). “Sua alma é imagem de Deus-Trindade, e é imortal” . A morte se dá no corpo e não na alma; “se a alma morresse, morreria também a verdade” . Com a morte o espírito vai para cima e corpo, para baixo.
Portanto, a leitura psicológica que se pode fazer da visão agostiniana sobre a morte humana, é que no homem é preciso olhar para o seu interior para comprender a sua mortalidade ou imortalidade. Sendo o homem imagem de Deus, portanto, portador de algo divino, sua alma não pode estar sujeito à morte física. Sua consciência é imortal, e é dali onde brotam as suas verdadeiras ações. O motivo do comportamento humano está enraizado na vontade e não na razão. Por isso a psicologia deve olhar sobretudo no sentimento humano para explicar as causas do seu comportamento. E sendo o homem dotado de alma e liberdade, e portanto capaz do bem e do mal, contudo, é preciso uma educação que oriente sua vontade para o bem, evitando o mal. E, na óptica de Agostinho essa educação, capaz de levar o homem a prática do bem, é a educação cristã, cuja caridade é a suprema virtude. O conceito bíblico de morte como pena do peca do original é ao mesmo tempo, conceito da morte como conclusão do ciclo da vida humana perfeita em Adão e o conceito de limitação fundamental imposta á vida humana a partir do pecado de Adão. Tomás de Aquino diz a respeito: a morte, a doença e qualquer defeito físico decorrem de um defeito na sujeição do corpo à alma. E assim como a rebelião do apetite carnal contra o espírito é a pena pelo pecado dos primeiros pais, também o são a morte e todos os outros defeitos físicos. Porém este segundo aspecto, típico da teologia cristã, pertence propriamente ao conceito de morte como possibilidade existencial. O conceito de morte como possibilidade existencial implica que a morte não seja uma acontecimento particular, situável no início ou no término de um ciclo de vida do homem, mas uma possibilidade sempre presente na vida humana, capaz de determinar as características fundamentais desta. 

## A morte segundo os modernos e contemporâneos
Descartes define o homem como realidade que pensa. A alma é pensamento e não vida. E sua separação do corpo não provoca a morte. A alma é uma realidade inextensa, ao passo que o corpo é extenso. Trata-se de duas realidades que nada têm em comum. A alma não é apenas o piloto do corpo mas está necessariamente conjugada e mais estreitamente unida com ele, para, ademais, experimentar sentimentos e apetites semelhantes aos nossos, compondo assim um verdadeiro homem. Os nossos atos voluntários movem o corpo e por causa desta íntima ligação com a alma as sensações, provenientes do mundo externo, se refletem também sobre a alma, modificando-a. Para Descartes a morte é determinada por causas fisiológicas, portanto só pode incidir sobre o corpo. A alma não deve ser entendido como vida, ela é pensamento. A vida é mortal mas a alma, não. Com a morte o eu não deixa de ser o que é mas, deixa apenas de fazer o que faz.  Portanto, a morte não tem lugar na psicologia. Ela não é um comportamento nem um produto da mente. Sua realidade tem explicação apenas no âmbito fisiológico. A psicologia deve buscar compreender as emoções humanas e ajudar a pedagogia na educação do homem no domínio da razão sobre a sua emoção.
Para Wittgenstein “a morte não é um acontecimento da vida” porque não se vive a morte. Neste sentido Wittgenstein segue a mesmo pensamento que Epicuro: quando nós estamos, a morte não está; quando a morte está, nós não estamos. E Sartre ressalta a insignificância da morte, para ele a morte é um fato puro, como o nascimento; chega-nos do exterior e transforma-nos em exterioridade. No fundo, não se distingue de modo algum do nascimento, e é a identidade entre nascimento e morte que chamamos de facticidade”. Entendida nesse sentido, a morte não concerne propriamente á existência humana. O contraste entre a morte assim entendida e a morte como ameaça iminente sobre a existência individual foi bem expresso  por Léon Tolstoi no conto A Aí. De Ivan Iljitsch, no qual o protagonista, que reconhece  como certa e válida a ideia genérica da morte, como falecimento, rebela-se contra a ameaça que a morte faz pairar sobre ele. 
Em sua relação específica com a existência humana, a morte pode ser entendida: a) como início de um ciclo de vida; b) como fim de um ciclo de vida; c) como possibilidade existencial. 
A morte é entendida como início de um ciclo de vida por muitas doutrinas que admitem a imortalidade da alma. Para elas, a morte é o que Platão chamava de “separação entre a alma e o corpo”. Com essa separação de fato, inicia-se o novo ciclo de vida da alma: seja ele entendido como reencarnação da alma em novo corpo, seja uma vida incorpórea. Plotino expressava essa concepção dizendo: “se a vida e a alma existem depois da morte, a morte é um bem para a alma porque esta exerce melhor sua atividade sem o corpo. E, se com a morte a alma passa a fazer parte da Alma Universal, que mal pode haver para ela?”.
Idêntico conceito de  morte reaparece sempre que se considera a vida do homem sobre a terra como preparação ou aproximação de uma vida diferente, e quando se afirma a imortalidade e impessoal da vida, como faz Schopenhauer, para ele a morte é comparável ao pôr-do-sol, que representa, ao mesmo tempo, o nascer do sol e noutro lugar. O conceito de morte como fim do ciclo de vida foi expresso de várias formas pelos filósofos. 
Leibniz concebia o fim do ciclo vital como climinuição ou involuçào da vida: “Não se pode falar de geração total ou de morte perfeita, entendida rigorosamente como separação da alma. O que nós chamamos de geração sem desenvolvimentos é acréscimos, e o que chamamos de morte são involuções é diminuições”. Em outros termos, com a morte a vida diminui e desce para um nível inferior ao da apercepção ou consciência, para uma espécie de “aturdimento”, mas não cessa. 
Por sua vez, Hegel considera a morte como o fim do ciclo da existência individual ou finita, pela impossibilidade de adequar-se ao universal: “A inadequação do animal à universalidade é sua doença original e germina toda morte a negação desta inadequação é o cumprimento de seu destino”. 
Na filosofia moderna, a chamada filosofia  da vida, especialmente com Dilthey, levou á consideração da morte nesse sentido: “a relação que caracteriza de modo mais profundo e geral o sentido de nosso ser é a relação entre vida e morte porque a limitação da nossa existência pela morte é decisiva para a compreensão e a avaliação da vida” . A ideia importante a que expressa por Dilthey é que a morte constitui “uma limitação da existência”, não enquanto término dela, mas enquanto condição que acompanha  todos os seus momentos. Essa concepção,  que, de algum  modo, reproduz no plano filosófico a concepção de morte da teologia cristã, foi expressa por Jaspers com o conceito da situação-limite como “situação decisiva, essencial, que está ligada à natureza humana enquanto tal e é inevitavelmente dada como ser finito. 
Referindo-se a esses precedentes, Heidegger considerou a morte como possibilidade existencial: a morte, como fim do ser-aí, é a sua possibilidade mais própria, incondicionada, certa e, como tal, indeterminada e insuperável”. Sob este ponto de vista, de possibilidade, “a morte nada oferece a realizar ao homem e nada que possa ser como realidade atual. Ela é a possibilidade  da impossibilidade de  toda relação, de todo existir”. E já que a morte pode ser compreendida só como possibilidade, sua compreensão não é esperá-la nem fugir dela, “não pensar nela”, mas a sua antecipação emocional, a angústia. A expressão usada por Heidegger ao definir a morte como possibilidade da impossibilidade,  pode com razão parecer contraditória. Foi sugerida a Heidegger por sua doutrina da impossibilidade radical da existência: a morte é a ameaça que tal impossibilidade faz pairar sobre a existência. A prescindir dessa interpretação da existência em termos de necessidade negativa, pode-se dizer que a morte é a nulidade possível das possibilidades do homem e de toda a forma do homem”. Já que toda possibilidade, como possibilidade, pode não ser, a morte é a nulidade possível de cada uma e de todas as possibilidades existenciais; nesse sentido, Merleau-Ponty diz que o sentido da morte é a “contingência do vivido”, “a ameaça perpétua para os significados eternos em que este pensa expressar-se por inteiro”.

## A morte segundo os profissionais de saúde
Pesquisa qualitativa, realizada com sete enfermeiros de uma UTI de um hospital em Montes Claros, Minas Gerais. Utilizou-se entrevista não estruturada para coleta dos dados, os quais foram analisados utilizando a técnica de análise do conteúdo. O enfrentamento dos entrevistados diante da morte é permeado por sentimentos como: impotência, angústia, sofrimento, medo, os quais interferiram na assistência prestada ao enfermo e sua família. Por outro lado, apesar da vivência constante com a morte, os enfermeiros ainda se sensibilizam com o processo de morte. Em seus relatos, os pesquisados demonstraram ver a morte como fato natural, mas acabam desenvolvendo uma forma de defesa frente à dor e ao sofrimento. Para eles, esses “distanciamentos” são necessários a fim de evitar prejuízos nos aspectos psicológicos e emocionais. Os sujeitos percebem este processo como passagem, separação e finitude. Este está permeado de sentimentos de frustração e impotência e as intervenções mais efetivas diante deste problema é o desenvolvimento de estratégias de enfrentamento que variam de acordo com a realidade de cada indivíduo.
Considerações finais
Em síntese, conclui-se que a morte é um fenómeno natural que ocorre tanto no homem quanto das plantas e animais. Ela representa a fase da cessação do círculo da vida, passagem, separação e finitude. Do ponto de vista psicológico ela pode ser entendido como o cessar das faculdades espirituais da psique no corpo; separação da alma ao corpo;  perda total das capacidades vitais e sensoriais e, momento final dos estágios do desenvolvimento humano. 
Na morte está o repouso dos contragolpes dos sentidos, dos movimentos impulsivos que nos arrastam para cá e para lá como marionetas, das divagações de nossos raciocínios, dos cuidados que devemos ter para como corpo. Ela transforma-nos em exterioridade; e com ela a vida diminui e desce para um nível inferior ao da apercepção ou consciência. A morte constitui uma limitação da existência, não enquanto término dela, mas enquanto condição que acompanha  todos os seus momentos. Heidegger considerou a morte como possibilidade da impossibilidade: a morte é a nulidade possível de cada uma e de todas as possibilidades existenciais; a morte é a contingência do vivido, a ameaça perpétua para os significados eternos em que o homem pensa expressar-se por inteiro. 
A morte é um assunto inesgotável e “místico” cuja compreensão requer a conjugação de um conjunto de visões, de um feixe do maior número possível de pontos de vistas, e as ciências, como a teologia, a religião, a sociologia, a história, a física, a biologia e seus afins, pela suas especificidade epistemológicas, colocam à disposição da psicologia um conjunto de conhecimentos que se configuram num background necessário para a reflexão e compreensão do comportamento do homem diante da morte, já que ela se constitui o momento final dos estágios do desenvolvimento da psicologia humana. 